# 古川のぼる
古川 のぼる（ふるかわ のぼる、本名：古川 隆〈ふるかわ のぼる〉、1934年11月29日 - 2015年2月9日）は教育評論家、事業家。株式会社日本家庭教師センター学院などの創業者。公認候補者として所属した自由連合では政策審議会副会長を務めた。旧来「ふくろう博士」と自称しているが、正式な学位としての博士号は無い。ただし、ディプロマミルから得た名誉博士号を複数所持するのみならず、自らもディプロマミルを主宰している。息子の隆弘（獣医師）が「ふくろう博士Jr.」と称するほか、かつては「カンガルー博士」も存在した模様。

## 略歴
- 明治薬科大学卒業後、短期間の薬剤師、高校教員生活を経験。
- 1959年　埼玉県与野市（現・さいたま市中央区）で学習塾「和光勉強会」を開設。埼玉県内で家庭教師派遣を事業化し、団塊世代の受験競争を背景に急成長を遂げる。
- 1971年　東京進出に際し大久保駅近辺に和光ビルを探し当て、テナントとして入居。幾度かの変遷を経て、現社名「株式会社日本家庭教師センター学院」へ改称。
- 1980年　サンシャイン60に本社移転すると同時に、主としてテレビ東京にテレビCMを大量出稿する。無数とも言える関連団体を続々と設立し、そのほとんどすべての代表に就任。
- 1987年　ラジオたんぱ（現ラジオNIKKEI）にて、自社提供番組「禁多浪(きんたろう)くらぶ」開始（後に「チャレンジ禁多浪」と改称）。
- 1992年　古川が発案した君が代をロック調にアレンジしたBGMを使用したテレビCMを日本テレビ放送網に出稿し放映開始したが、5月1日早朝に2回流されただけで放送が中止された[2]。
- 1994年　「チャレンジ禁多浪」の司会を息子の古川隆弘に交替。
- 1995年　中野駅前の自社ビルに移転し、サンシャイン60から撤退。
- 2000年　「チャレンジ禁多浪」終了。これらは教育講座でも、「合格いっぽん道」のような受験生向け情報番組でもなく、古川親子が各界のゲストと対談するのみの内容（バブル期に頻出した、いわゆる社長番組）だった。
- 2001年　第19回参議院議員通常選挙の比例区に自由連合公認で立候補するが、「ふくろう博士」の通称使用が中央選挙管理会から上記の理由で却下され、本名での立候補を余儀なくされた影響もあって、2006得票に留まり落選、供託金没収。サンシャイン60を背景に、著書を掲げる古いポスターを事前に利用していた。
- 2007年　東京都知事選挙にも出馬表明したが、糖尿病の悪化と、「ふくろう博士」の通称使用が東京都選挙管理委員会によって却下された事により、断念。古川にはどうしても立候補しなければならない切迫した事情があったと思われ、友人の高島龍峰（木村一成）が急遽代理立候補したものの、3240票で落選し供託金没収。
- 2015年2月9日　午前8時44分に肺炎のため、さいたま市の高齢者施設で死去。80歳没[3][4][5]。
- 2018年9月25日　佐々木明著『埼玉　奇才列伝－自分流の生き方に徹し　輝いた10人（さきたま出版社）』で、家庭教師と学習塾業界のカリスマ　古川のぼる（教育評論家、実業家）が紹介された。

## 著書
- よい家庭教師わるい家庭教師 / 古川隆 自由国民社 1972
- あなたもできる塾経営 / 古川隆 平安書店 1974
- よい勉強法わるい勉強法 ふくろう博士勉学のすすめ 古川隆 三晃書房 1974
- よい塾わるい塾 古川隆 広済堂出版 1975
- 家庭教師学入門 スキンシップ指導のポイント 日本家庭教師センター学院 1976
- しのびよる薬禍 飲むまえの知恵 / 古川隆 三晃書房 1976
- 『燃える塾 できる子にする手づくりの教育』学陽書房、1976年。NDLJP:12058315。
- わるい家庭教師よい家庭教師 合格を保証する家庭教師 三晃書房 1977
- 有名塾ガイド 勝利をみちびく塾の選び方 昭和53年度関西・中京版 大陸書房、1977
- 『子どもの成績はマンツーマン教育法でグングン伸びる これで名門中学・高校受験は100%突破できる!』現代書林、1986年8月。NDLJP:12056082。
- ふくろう博士のビジネスマン勉強術63の要点 産能大学出版部 1989
- ふくろう博士の失敗しない学習塾・家庭教師の選び方 難関突破を確実にする50のキーポイント 日新報道 1990
- 知的人間のススメ ふくろう博士の教育対談 編 東京堂出版 1992
- 小学生の驚異の学習法 ふくろう博士のプロ家庭教師軍団が教える 古川隆弘共著 二見書房 1999 (サラ・ブックス)